# ユスフ・ヌダイシミエ

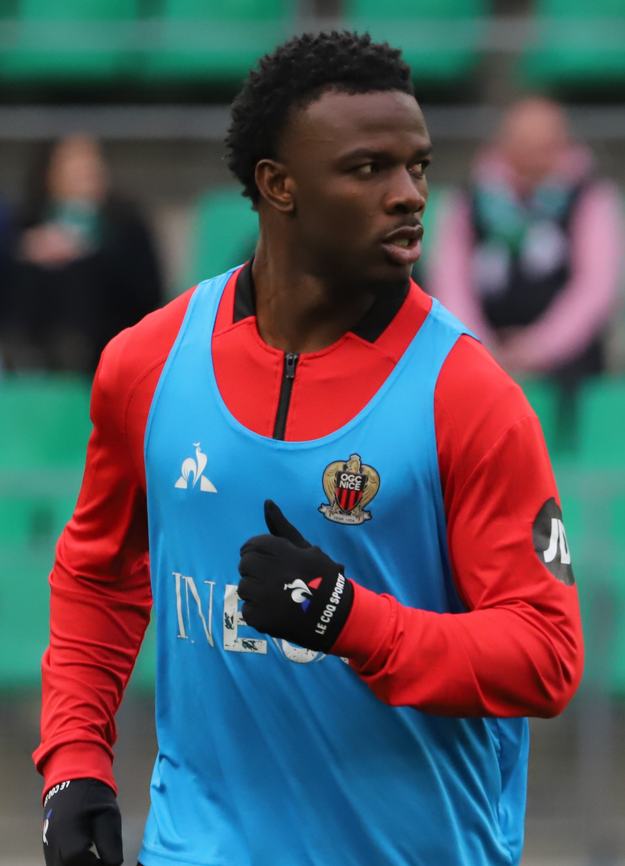

ユスフ・ニアング・ヌダイシミエ（Youssouf Nyange Ndayishimiye, 1998年10月27日 - ）は、ブルンジのブジュンブラ・メリー県ブジュンブラ出身のプロサッカー選手。リーグ・アンのOGCニース所属。ポジションはミッドフィールダーまたはディフェンダー。ブルンジ代表。

## 経歴
2023年1月にスュペル・リグのイスタンブール・バシャクシェヒルFKから、リーグ・アンのOGCニースへ完全移籍した。契約は2027年までで、移籍金は1,100万ユーロ。

## 代表歴
2017年からブルンジ代表に選出されている。

## 個人成績

### 代表
| ブルンジ代表 | 国際Aマッチ | 国際Aマッチ |
| 年           | 出場        | 得点        |
| ------------ | ----------- | ----------- |
| 2017         | 6           | 0           |
| 2019         | 3           | 0           |
| 2020         | 3           | 1           |
| 2021         | 3           | 0           |
| 2022         | 3           | 0           |
| 2023         | 3           | 0           |
| 通算         | 21          | 1           |